# Arshile Gorky

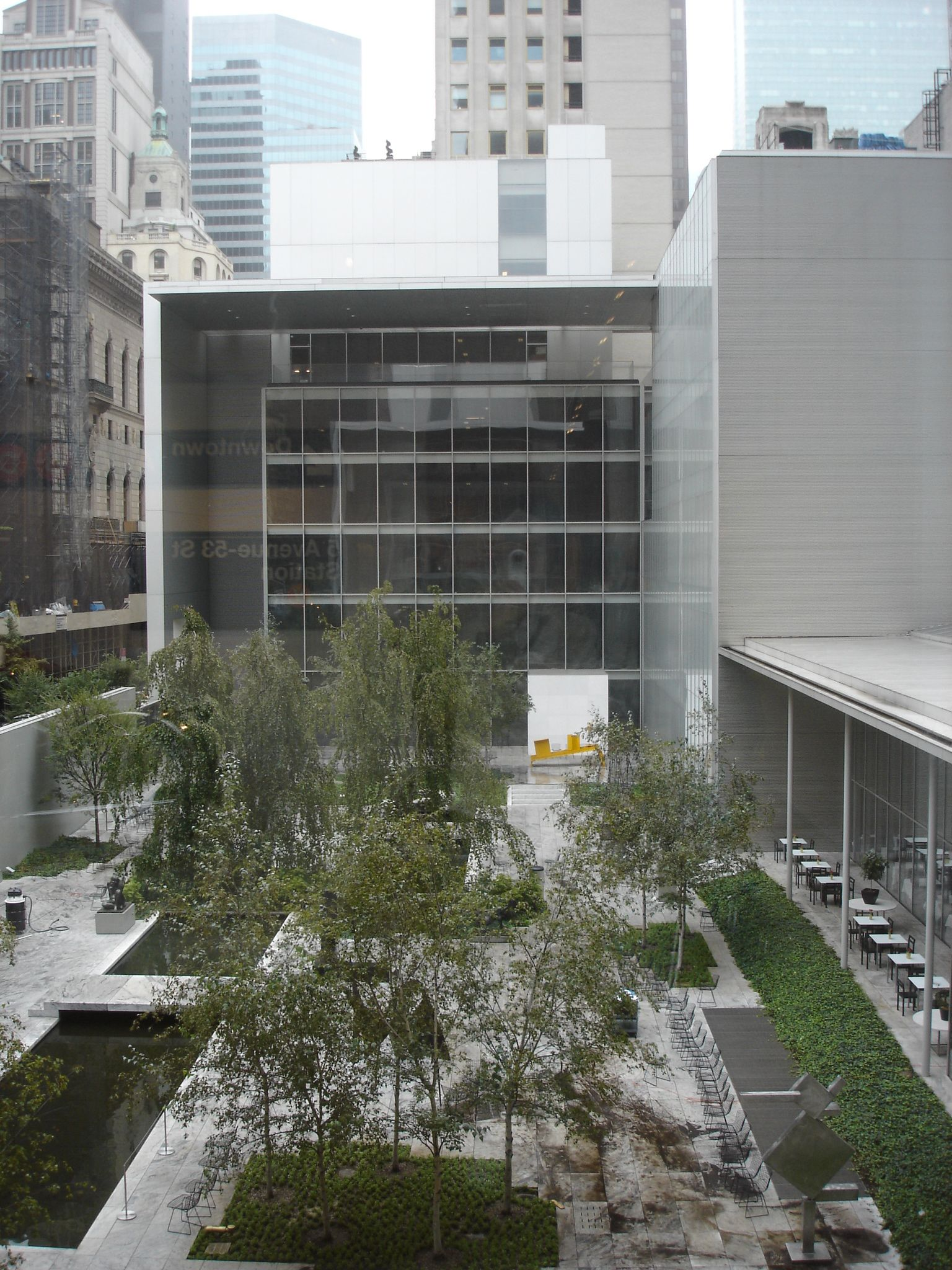
MoMa New York City

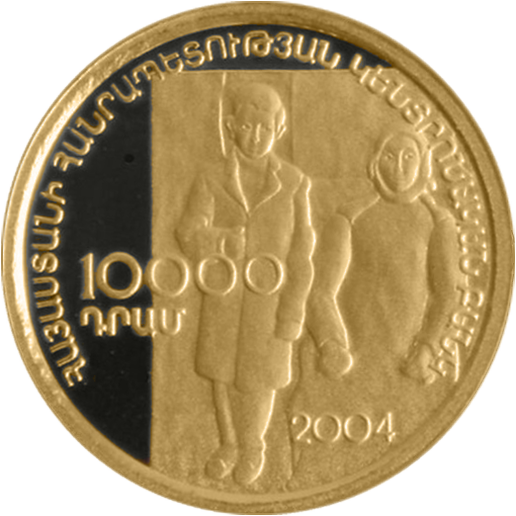
Születésének centenáriuma alkalmából, 2004-ben kiadott érem Örményországban

Arshile Gorky (eredeti neve: Adojan Vosdanig 1920-ig) (Van, 1904. április 15. – New York, 1948. július 21.) örmény származású amerikai festő, aki történelmi szerepet töltött be a New York-i iskola absztrakt expresszionista irányzatának megalapozásában és kibontakoztatásában.

## Életpályája
Törökország örmények lakta vidékén született, itt érte családját az örmény népirtás 1915-től, menekülnie kellett. A Kaukázuson túlra, Grúziába ment, s Tbilisziben a műszaki főiskolán kezdte meg tanulmányait. Anyja halála után, 1920-ban kivándorolt az Amerikai Egyesült Államokba, ahol az Arshile Gorky nevet vette fel. Gyermek- és ifjú kora és szülőföldjének tájai kitörölhetetlen nyomokat hagytak emlékezetében.
Rhode Islandra került, szenvedélyesen látogatta a múzeumokat, majd a művészeti iskolákat is, először a Rhode Island School of Design esti tanfolyamait. 1924-ben a bostoni New School of Design, 1925-től a New York-i Nemzeti Művészeti Akadémia hallgatója lett. 1925-től végleg New Yorkban telepedett le. 1925-1931-ig a New York-i School of Design tanára volt, majd a Great Central School of Art-ban tanított. A nagy gazdasági világválság miatt nehéz idők jártak a műkereskedelemben is, nem volt a művészek számára megrendelés. Sokat jelentett Gorky számára a WPA Federal Art Project, amely őt és még sok más művésztársát (köztük pl. Philip Guston, Willem de Kooning, Jackson Pollock, Mark Rothko) foglalkoztatta. Gorky hatalmas freskókat készített a newarki és a New Jersey-i repülőtér épületeire, majd 1939-ben a New York-i világkiállítás repülőgépeket bemutató pavilonjára.
Az 1920-as évek közepétől kezdett kibontakozni művészete, mely azzal kezdődött, hogy a 19. és főleg a 20. századi festészeti irányzatok jeles képviselőinek (Ingres, Cezanne, Claude Monet, Henri Matisse, Pablo Picasso. Léger Fernand, Joan Miró, André Masson) alkotásait tanulmányozta és nagy szorgalommal és beleérzéssel másolta, festési technikájukat is elsajátította, megismerkedett festék- és ecsethasználatukkal. Tanítványaival is megismertette a jeles mesterek alkotásait. Igen tehetséges másolónak bizonyult, de mindezt nem a másolás kedvéért tette, hanem azért, hogy önálló festészeti stílusát kialakítsa.
A szürrealizmusnál állapodott meg, Roberto Matta 1940-es évekbeli erősen intellektuális töltésű szimbolikus irányzata volt rá nagy hatással. Ebből a szimbolikus szertartásrendből alakult ki a New York-i sajátos absztrakt szürrealizmus Gorky ecsetje nyomán mintegy az action painting külön kis oázisaként, csúcsteljesítményt az 1940-es években nyújtott. Ebben az időben aligha volt New Yorkban hozzámérhető festő. 1946-tól kezdett élete szétesni, leégett a műterme, rengeteg képe a tűz martaléka lett, betegség gyötörte, elhagyta a felesége, baleset folytán jobb kezét nem tudta használni, 1948-ban öngyilkosságba menekült.

## Emlékezete
Műveit számos amerikai múzeum őrzi, köztük a Museum of Modern Art New York Cityben, NY; Philadelphia Museum of Art, Philadelphiában, PA.
Életéről, művészetéről dokumentumfilmet készítettek 1982-ben, a film rendezője az amerikai Charlotte Zwerin.
Ararát címen 2002-ben Atom Egoyan örmény-kanadai filmrendező drámai játékfilmen elevenítette fel az 1915-ben kezdődött örmény népirtás tragédiáját, ebben szerepel Arshile Gorky sorstragédiája is.
Születésének centenáriuma alkalmából, 2004-ben érmet adtak ki tiszteletére Örményországban, az érem Arshile Gorky A művész és anyja c. alkotását ábrázolja.

## Híres képeiből
- A művész anyjával c. sorozat (1920-as évek közepétől; Whitney Museum, New York)
- Nő palettával[14] (1927, olaj-vászon, 135.9 x 95.3 x 5.1 cm; Philadelphia Museum of Art honlapján)
- Absztrakció egy festőpalettával[15] (1930-31, olaj-vászon, 121.9 x 91.3 cm; Philadelphia Museum of Art honlapján)
- A máj a kakas fésűje (1944)
- Tájkép (1945, olaj-vászon, 91 x 121 cm; Modern Művészetek Múzeuma, Párizs)
- Puha éjszaka (1946, fekete-fehér)
- A virágos malom vize (1944)
- Eke és dal (1947)
- Agónia (1947, Museum of Modern Art, New York)
- Eljegyzés II. (c. 1947-48)
- Sötétzöld kép[16] (1948, olaj-vászon, 111 x 141 cm; Philadelphia Museum of Art honlapján)